# 金百倫
金百倫（1984或1985年—），是一位台灣監製和編劇。

## 生平
金於1984或1985年出生，父親是保險業界高層金寧海。她於國立政治大學地政系畢業，畢業後曾於網路新創產業、咖啡品牌和航空公司任職。她在連鎖咖啡公司任職品牌總監時曾以嘉賓身份參與《康熙來了》。金於30歲時轉行加入電影業，於藝人納豆創辦的聯聯看娛樂任職總經理，主要負責電影開發和投資。疫情期間，公司雖然取得由殷振豪編劇的《當男人戀愛時》的版權，但由於削減開支而無法開拍。喜歡該劇本的金覺得可惜，因此買下劇本版權，並在在2020年與男友程偉豪自組公司籌拍，由金出任監製。同年，她與程一同創作犯罪懸疑電影《緝魂》，並擔任監製和編劇。她憑此作獲得第58屆金馬獎最佳改編劇本和第三屆台灣影評人協會獎最佳劇本兩項提名。金在同年亦為程的首部電視劇《池塘怪談》出任監製。2023年，金再度為程的長片《關於我和鬼變成家人的那件事》擔任監製，而該作被提名代表臺灣參選第96屆奧斯卡金像獎最佳國際影片獎。在後製期間，金與程萌生創作外傳的想法，並在2024年推出劇集《正港分局》，在Netflix上首播。

## 作品列表

### 電影
| 年份 | 標題                       | 備註     |
| ---- | -------------------------- | -------- |
| 2021 | 當男人戀愛時               | [ 15 ]   |
| 2021 | 緝魂                       | 兼任編劇 |
| 2023 | 關於我和鬼變成家人的那件事 | [ 12 ]   |

### 電視劇
| 年份   | 標題     | 備註   |
| ------ | -------- | ------ |
| 2021年 | 池塘怪談 | [ 11 ] |
| 2024年 | 正港分局 | [ 16 ] |

## 獎項與提名
| 年份 | 獎項                  | 類別         | 作品 | 結果 | 參     |
| ---- | --------------------- | ------------ | ---- | ---- | ------ |
| 2021 | 第58屆金馬獎          | 最佳改編劇本 | 緝魂 | 提名 | [ 9 ]  |
| 2021 | 第3屆台灣影評人協會獎 | 最佳劇本     | 緝魂 | 提名 | [ 10 ] |

## 外部連結
- 金百倫在互联网电影资料库（IMDb）上的資料（英文）